# Eugene Koffi Adoboli
Eugene Koffi Adoboli (3 de octubre de 1934-23 de abril de 2025) fue un político togolés. Fue Primer ministro de Togo desde el 21 de mayo de 1999 hasta el 31 de agosto de 2000. En 2011 fue condenado a cinco años de prisión in absentia, como resultado de un escándalo de malversación de fondos mientras ejercía como Primer ministro.

## Carrera política
Asumió como Primer ministro el 21 de mayo de 1999, sucediendo a Kwassi Klutse. Anteriormente fue un funcionario internacional en la Conferencia de Naciones Unidas sobre Comercio y Desarrollo (CNUCYD) en Ginebra y en la Dependencia Común de Inspección de las Naciones Unidas, en las que trabajó durante 40 años. En el momento de su nombramiento por el entonces Presidente Gnassingbé Eyadéma, después de las elecciones legislativas de 1999, Adoboli era una figura virtualmente desconocida en su país. Durante su gobierno, Adoboli tuvo que enfrentar críticas hacia su incapacidad de mejorar la posición económica de Togo.
El 7 de abril de 2000, el ''Informe Milenio" de las Naciones Unidas fue oficialmente publicado en Lomé, siendo patrocinado personalmente por Adoboli y por Cecile Molinier, coordinador de la ONU en Togo. Adoboli elogió el informe, en la cual declaró: "Y fue con la misma atención que el Presidente dio la bienvenida a los proyectos del Secretario General con el objetivo de crear un mundo libre de miedo." Adoboli se reunió con el entonces Secretario General de las Naciones Unidas Kofi Annan el 9 de julio. El 27 de agosto, Adoboli renunció como primer ministro y Eyadéma aceptó su renuncia. El Ministro de Comunicación togolés, Koffi Panou anunció la medid, que se produjo un día después de que la legislatura realizara una moción de censura en contra de su gobierno. Eyadéma nombró a Agbéyomé Kodjo para que sucediera a Adoboli el 29 de agosto.
Adoboli se mudó a Suiza en 2002. Pronunció un discurso magistral ante la Asociación Meteorológica Mundial en abril de 2010, alentando a la organización para mejorar la información del clima y sus servicios a los pueblos y gobiernos africanos para reducir los impactos de desastres naturales causados por el cambio climático. Adoboli instó a los países africanos unirse para hacer frente ante los inminentes problemas climáticos. En 2011, fue acusado de sustraer 800 millones de francos CFA (aproximadamente $1.300.000 estadounidenses) en un proyecto de construcción en Lomé en 1999 mientras ejercía como Primer ministro. Las villas estaban destinadas a ser utilizados por los líderes en una cumbre de la Organización para la Unidad africana. En julio de 2011, fue uno de los tres individuos condenados a cinco años en prisión in absentia por su rol en sustraer los fondos. Adoboli negó la acusación, declarando, "En ningún momento he intervenido en las cuentas del gobierno de Togo. Este juicio raya en lo absurdo y deshonra a nuestro país." En cambio, insistió en que Togo le debía dinero.